# (5835) Mainfranken
(5835) Mainfranken ist ein Asteroid im äußeren Hauptgürtel, der vom deutschen Astronomen Freimut Börngen am 21. September 1992 am Observatorium Tautenburg (IAU-Code 033) in Thüringen entdeckt wurde.
Seinen Namen erhielt der Asteroid von der Region Mainfranken im Nordwesten Bayerns. Sie befindet sich im Regierungsbezirk Unterfranken.